# Arma letal
Un arma letal, a veces también llamada arma peligrosa o arma mortal, es un objeto que puede infligir heridas mortales o graves lesiones corporales. Por definición estatutaria, ciertos elementos, especialmente las armas de fuego, están designados como "armas mortales per se", lo que significa que se consideran armas mortales sin importar cómo se utilicen, del latín "por sí mismas". Además, las leyes sobre armas mortales suelen contener disposiciones que abarcan otros instrumentos destinados a ser utilizados para infligir daños. 
El uso o posesión de un arma letal durante la perpetración de un delito suele ser un factor de agravamiento de la pena. El agravante de la pena por arma letal se basa en la creencia de que la perpetración de ese delito en particular es inherentemente más peligrosa.
En algunas jurisdicciones se hace una distinción entre las armas letales y los artefactos destructivos, como explosivos, bombas incendiarias o de gas venenoso, granadas, minas terrestres, cohetes, misiles o artefactos similares, incluidos los componentes no ensamblados con los que se pueden fabricar dichos artefactos.

## Armas letalesper se
Un arma letal per se generalmente se define como un arma de fuego y puede incluir cuchillos de cierta longitud (generalmente de tres pulgadas o más, dependiendo de la jurisdicción). Los estatutos enumeran armas como navajas automáticas, cuchillos de gravedad, cuchillo balístico, estiletes, espadas, dagas, porras, puños de acero, nunchaku (palos de pelea), shuriken (estrellas arrojadizas), entre otras.

## Otras armas letales
Cualquier objeto diseñado, hecho o adaptado con el propósito de infligir la muerte o lesiones físicas graves puede ser considerado un arma letal. Por ejemplo, un zapato utilizado para patear puede ser considerado un arma peligrosa. 

- Datos: Q1498131